# Bébéo
Bébéo ou Bebeo est un village mékéos de Papouasie-Nouvelle-Guinée.

## Histoire
Henri Verjus visite le village avec le Père Couppé et le frère Georges en août 1887 et découvre que le fleuve Saint-Joseph n'y est plus navigable. Leurs porteurs refusent alors d'avancer de peur d'être dévorés par les Papous.